# Johann Schendel
Johann Ludwig Schendel, ros. Иоганн Людвиг Шендель  (ur. ?, zm. 29 grudnia 1743 w Gdańsku) – kupiec i bankowiec gdański, rosyjski urzędnik konsularny i dyplomata.
Zajmował się aptekarstwem. W latach 1736–1743 przedstawiciel dyplomatyczny Rosji w Gdańsku, początkowo w randze agenta, od 1738 - ministra-rezydenta.